# 도레미솔라시도
〈도레미솔라시도〉(ドレミソラシド 도레미솔라시도[*])는 일본의 여성 아이돌 그룹 히나타자카46의 노래. 2019년 7월 17일에 히나타자카46의 두 번째 싱글로 소니 레코드에서 발매됐다. 노래의 센터 포지션은 코사카 나오가 맡았다.

## 발매 배경
Blu-ray가 들어있는 Type-A · B · C, CD뿐인 통상판의 네 형태로 발매.
2019년 5월 31일, 히나타자카46 공식 사이트에서 2nd 싱글의 상세가 발표되었다.

## 선발 멤버

### 도레미솔라시도
(센터: 코사카 나오)
- 3열 : 사사키 쿠미, 이구치 마오, 우시오 사리나, 토미타 스즈카, 카미무라 히나노, 타카세 마나, 하마기시 히요리, 마츠다 코노카
- 2열 : 미야타 마나모, 사사키 미레이, 카네무라 미쿠, 히가시무라 메이, 타카모토 아야카, 와타나베 미호
- 1열 : 사이토 쿄코, 니부 아카리, 코사카 나오, 카와타 히나, 카토 시호